# Lirabuccinum
Lirabuccinum is een geslacht van weekdieren uit de klasse van de Gastropoda (slakken).

## Soorten
- Lirabuccinum dirum (Reeve, 1846)
- Lirabuccinum fuscolabiatum (E. A. Smith, 1875)
- Lirabuccinum hokkaidonis (Pilsbry, 1901)
- Lirabuccinum musculus Callomon & Lawless, 2013